# Joey + Rory
Joey + Rory sono stati un duo di musica country e bluegrass statunitense composto da Rory Lee Feek, nato il 25 aprile 1965, e da Joey Martin Feek, nata il 9 settembre 1975 e deceduta il 4 marzo 2016. I due componenti del gruppo erano marito e moglie.

## Storia del gruppo
I due componenti del gruppo si sono sposati nel 2002.
Musicalmente il duo si è formato nel 2008 dopo la partecipazione al programma televisivo Can You Duet. Il loro primo contratto è stato siglato per la Sugar Hill Records.
L'album di debutto The Life of a Song è stato pubblicato nell'ottobre 2008. Il video del brano Cheater, Cheater, canzone originariamente interpretata dai Bomshel, vede la partecipazione di Naomi Judd.
Nel gennaio 2010 la coppia pubblica il secondo album, intitolato semplicemente Album Number Two. Il brano This Song's for You è stato pubblicato come singolo e in videoclip diretto da Darren Doane.
Nell'ottobre 2011 il duo pubblica un album natalizio, a cui fa seguito, nel luglio 2012, His and Hers, terzo album in studio. Tra il 2013 e il 2014 il gruppo pubblica tre album di minor impatto sul pubblico.
Il settimo e ultimo album del gruppo Hymns That Are Important to Us, viene pubblicato nel febbraio 2016.
Nel marzo 2016 Joey Martin Feek è deceduta a causa di un tumore all'utero. La coppia aveva avuto una figlia nel 2014 affetta dalla sindrome di Down.

## Discografia
- 2008 – The Life of a Song
- 2010 – Album Number Two
- 2011 – A Farmhouse Christmas
- 2012 – His and Hers
- 2013 – Inspired: Songs of Faith & Family
- 2013 – Made to Last
- 2014 – Country Classics: A Tapestry of Our Musical Heritage
- 2016 – Hymns That Are Important to Us
- 2016 – The Album Collection (raccolta)